# Michaił Artiuchow
Michaił Wasiljewicz Artiuchow (ros. Михаил Васильевич Артюхов, ur. 15 września 1943 w Sortawale) – radziecki dwuboista klasyczny, dwukrotny olimpijczyk.

## Kariera
Ukończył studia w Leningradzkim Instytucie Pedagogicznym im. Aleksandra Hercena. Reprezentował ZSRR w kombinacji norweskiej na igrzyskach olimpijskich w 1968 w Grenoble (19. miejsce) i na igrzyskach olimpijskich w 1972 w Sapporo (11. miejsce).
Później był nauczycielem w szkole sportowej.

## Osiągnięcia

### Igrzyska olimpijskie
| Miejsce | Dzień     | Rok  | Miejscowość | Konkurencja              | Wynik zwycięzcy | Strata      | Zwycięzca      |
| ------- | --------- | ---- | ----------- | ------------------------ | --------------- | ----------- | -------------- |
| 19.     | 12 lutego | 1968 | Grenoble    | Indywidualnie K-90/15 km | 449,04 pkt      | -57,14 pkt  | Franz Keller   |
| 11.     | 5 lutego  | 1972 | Sapporo     | Indywidualnie K-90/15 km | 413,340 pkt     | -33.155 pkt | Ulrich Wehling |